# امنیت بی‌سیم

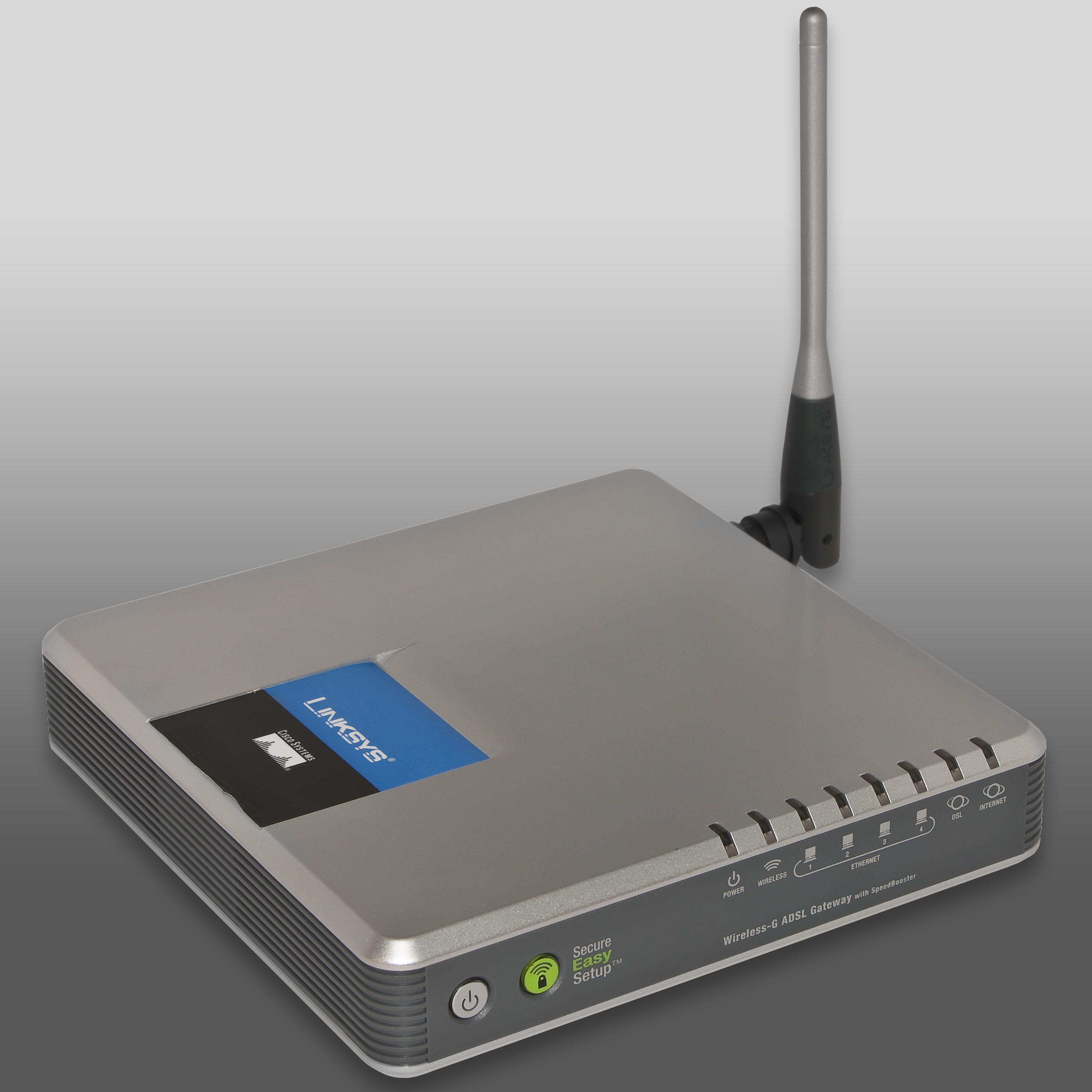
نمونه ای از مسیریاب بی‌سیم که می‌تواند ویژگی‌های امنیتی بی‌سیم را پیاده‌سازی کند

امنیت بی‌سیم، به فرایند و اعمالی که منجر به جلوگیری از دسترسی غیرمجاز یا آسیب‌رسانی به رایانه‌ها یا داده‌ها با استفاده از شبکه‌های بی‌سیم گفته می‌شود. این اصطلاح ممکن است به محافظت از خود شبکه بی‌سیم در برابر دشمنانی که به دنبال آسیب رساندن به محرمانه بودن، یکپارچگی یا در دسترس بودن شبکه هستند، اشاره داشته باشد.
رایج ترین نوع امنیت Wi-Fi است که شامل حریم خصوصی معادل سیمی (WEP) و دسترسی محافظت شده از Wi-Fi (WPA) می شود.
- حریم خصوصی معادل سیمی یک استاندارد قدیمی آی‌تریپل‌ئی ۸۰۲٫۱۱ از سال ۱۹۹۷ است. این یک استاندارد امنیتی بسیار ضعیف است: رمز عبوری که استفاده می‌کند اغلب می‌تواند در عرض چند دقیقه با یک رایانه لپ‌تاپ اولیه و ابزارهای نرم‌افزاری گسترده در دسترس شکسته شود.[۱]
- حریم خصوصی معادل سیمی در سال ۲۰۰۳ توسط دبلیوپی‌ای یا دسترسی محافظت شده از وای-فای (Wi-Fi Protected Access) جایگزین شد. دسترسی محافظت شده از وای-فای یک جایگزین سریع برای بهبود امنیت نسبت به حریم خصوصی معادل سیمی بود.
- استاندارد فعلی دسترسی محافظت شده از وای-فای (WPA2) است.[۲] برخی از سخت‌افزارها نمی‌توانند بدون ارتقا یا جایگزینی سیستم عامل، WPA2 را پشتیبانی کنند. WPA2 از یک سیستم رمزنگاری استفاده می‌کند که شبکه را با یک کلید ۲۵۶ بیتی رمزگذاری می‌کند. طول کلید بیشتر امنیت را نسبت به حریم خصوصی معادل سیمی بهبود می‌بخشد. شرکت‌ها اغلب امنیت را با استفاده از یک سیستم مبتنی بر گواهی برای احراز هویت دستگاه متصل، با پیروی از استاندارد IEEE 802.11X اعمال می‌کنند.

بسیاری از رایانه‌های لپ‌تاپ دارای کارت‌های بی‌سیم از پیش نصب شده هستند. امکان دسترسی به این شبکه‌ها بسیار زیاد است. با این حال، شبکه‌های بی‌سیم مستعد برخی از مسائل امنیتی هستند.. هکرها متوجه شده‌اند که نفوذ به شبکه‌های بی‌سیم نسبتاً آسان است و حتی از فناوری بی‌سیم برای هک شبکه‌های سیمی استفاده می‌کنند. در نتیجه، بسیار مهم است که شرکت‌ها سیاست‌های امنیتی بی‌سیم مؤثری را تعریف کنند که از دسترسی غیرمجاز به منابع مهم شبکه محافظت کند. سامانه‌های پیشگیری از نفوذ بی‌سیم (WIPS) یا سامانه‌های تشخیص نفوذ بی‌سیم (WIDS) معمولاً برای اجرای سیاست‌های امنیتی بی‌سیم استفاده می‌شوند.

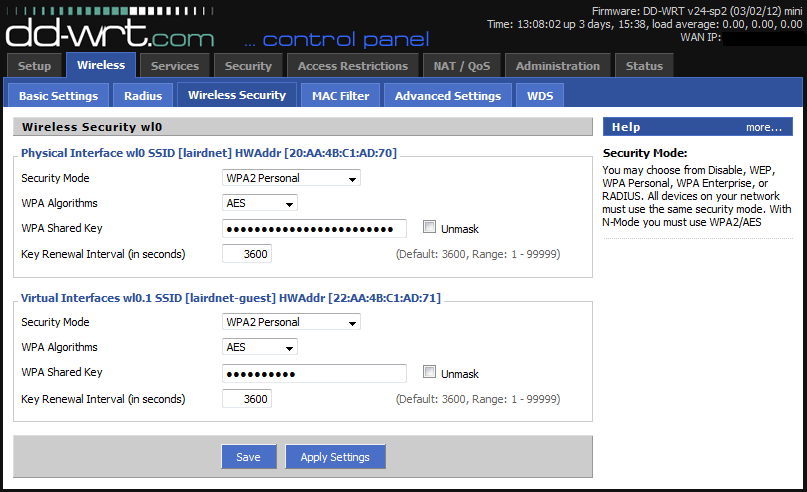
پنل تنظیمات امنیتی برای مسیریاب

با محبوبیت بیشتر این سرویس، خطرات برای کاربران فناوری بی‌سیم افزایش یافته‌است. زمانی که فناوری بی‌سیم برای اولین بار معرفی شد، خطرات نسبتاً کمی وجود داشت. هکرها هنوز فرصت کافی برای اتصال به فناوری جدید را نداشتند و شبکه‌های بی‌سیم معمولاً در محل کار یافت نمی‌شدند. با این حال، خطرات امنیتی زیادی در ارتباط با پروتکل‌های بی‌سیم و روش‌های رمزگذاری فعلی، و بی‌احتیاطی و ناآگاهی که در سطح فناوری اطلاعات کاربر و شرکت وجود دارد. روش‌های هک با دسترسی بی‌سیم بسیار پیچیده‌تر و مبتکرانه‌تر شده‌اند. هک کردن نیز با استفاده آسان از ابزارهای مبتنی بر ویندوز یا لینوکس که بدون پرداخت هزینه در اینترنت در دسترس هستند، بسیار آسان‌تر و قابل دسترس تر شده‌است.
برخی از سازمان‌هایی که هیچ نقطه دسترسی بی‌سیم ای ندارند احساس می‌کنند که نیازی به رفع نگرانی‌های امنیتی بی‌سیم ندارند. دو گروه امنیتی (In-Stat MDR و META Group) تخمین زده‌اند که ۹۵٪ از تمام رایانه‌های لپ تاپ شرکتی که قرار بود در سال ۲۰۰۵ خریداری شوند، مجهز به کارت‌های شبکه بی‌سیم بودند. هنگامی که یک لپ‌تاپ بی‌سیم به شبکه شرکت وصل می‌شود، ممکن است مشکلاتی در یک سازمان ظاهراً ایزوله از لحاظ شبکه بی‌سیم ایجاد شود. یک هکر می‌تواند در پارکینگ بنشیند و از طریق لپ‌تاپ و/یا دستگاه‌های دیگر اطلاعات را از آن جمع‌آوری کند، یا حتی از طریق این لپ‌تاپ مجهز به کارت شبکه بی‌سیم نفوذ کرده و به شبکه سیمی دسترسی پیدا کند.

## پیشینه
هر کسی در محدوده شبکه جغرافیایی یک شبکه بی‌سیم باز و رمزگذاری نشده می‌تواند ترافیک را بشنود، یا ضبط و ضبط کند، به منابع شبکه داخلی و همچنین به اینترنت دسترسی غیرمجاز داشته باشد و سپس از اطلاعات و منابع برای ایجاد اختلال استفاده کند. یا اعمال غیرقانونی چنین نقض‌های امنیتی ای به نگرانی‌های مهمی برای شبکه‌های سازمانی تبدیل شده‌است.
اگر ویژگی‌های امنیتی روتر فعال نشده باشد یا اگر مالک آن را برای راحتی کار خود غیرفعال کند، یک هات اسپات بدون رمز و نا امن ایجاد می‌کند. از آنجایی که اکثر رایانه‌های شخصی لپ‌تاپ قرن بیست و یکمی دارای شبکه بی‌سیم داخلی هستند (فناوری " سنترینو " اینتل را ببینید)، آنها به آداپتور شخص ثالث مانند کارت شبکه یا دانگل یواس‌بی نیاز ندارند. شبکه‌های بی‌سیم داخلی ممکن است به‌طور پیش‌فرض فعال شود، بدون اینکه صاحب آن متوجه شود، بنابراین دسترسی لپ‌تاپ به هر رایانه نزدیک پخش می‌شود.
سیستم‌عامل‌های مدرن مانند لینوکس، مک‌اواس یا مایکروسافت ویندوز، راه‌اندازی رایانه را به‌عنوان «ایستگاه پایه» شبکه بی‌سیم با استفاده از اشتراک‌گذاری اتصال به اینترنت نسبتاً آسان می‌کنند، بنابراین به همه رایانه‌های شخصی در خانه اجازه می‌دهند از طریق «پایه» به اینترنت دسترسی داشته باشند. "کامپیوتر. با این حال، عدم آگاهی کاربران در مورد مسائل امنیتی ذاتی در راه‌اندازی چنین سیستم‌هایی اغلب ممکن است به دیگران امکان دسترسی به اتصال را بدهد. حتی ممکن است بدون اطلاع کاربر مزاحم، اگر رایانه آنها به‌طور خودکار یک شبکه بی‌سیم ناامن نزدیک را برای استفاده به عنوان نقطه دسترسی انتخاب کند.

## وضعیت تهدید
امنیت شبکه بی‌سیم تنها جنبه‌ای از امنیت رایانه است. با این حال، سازمان‌ها ممکن است به ویژه در برابر نقض‌های امنیتی ناشی از نقاط دسترسی آسیب‌پذیر باشند.
اگر یک کارمند (نهاد مورد اعتماد) یک مسیریاب بی‌سیم بیاورد و آن را به یک پورت سوئیچ ناامن وصل کند، کل شبکه می‌تواند هر کسی را در محدوده سیگنال قرار دهد. به‌طور مشابه، اگر یک کارمند با استفاده از یک پورت یو اس بی باز، یک رابط بی‌سیم به یک کامپیوتر شبکه اضافه کند، ممکن است در امنیت شبکه نقض کند که امکان دسترسی به مطالب محرمانه را فراهم کند. با این حال، اقدامات متقابل مؤثری وجود دارد (مانند غیرفعال کردن سوئیچ درگاه‌های باز در طول پیکربندی سوئیچ و پیکربندی VLAN برای محدود کردن دسترسی به شبکه) که برای محافظت از شبکه و اطلاعات موجود در آن در دسترس هستند، اما چنین اقدامات متقابلی باید به‌طور یکنواخت برای همه دستگاه‌های شبکه اعمال شوند.

## مزیت جابجایی‌پذیری
شبکه‌های بی‌سیم هم برای سازمان‌ها و هم برای افراد بسیار رایج هستند. بسیاری از رایانه‌های لپ تاپ دارای کارت‌های بی‌سیم از پیش نصب شده هستند. امکان ورود به شبکه در حین موبایل مزایای زیادی دارد. با این حال، شبکه‌های بی‌سیم مستعد برخی از مسائل امنیتی است. هکرها متوجه شده‌اند که نفوذ به شبکه‌های بی‌سیم نسبتاً آسان است و حتی از فناوری بی‌سیم برای هک شبکه‌های سیمی استفاده می‌کنند. در نتیجه، بسیار مهم است که شرکت‌ها سیاست‌های امنیتی بی‌سیم مؤثری را تعریف کنند که از دسترسی غیرمجاز به منابع مهم محافظت کند. WIPS یا سیستم‌های تشخیص نفوذ بی‌سیم (WIDS) معمولاً برای اجرای سیاست‌های امنیتی بی‌سیم استفاده می‌شوند.

### خطر هک شدن
هنگامی که فناوری بی‌سیم برای اولین بار معرفی شد، خطرات نسبتاً کمی وجود داشت، زیرا تلاش برای حفظ ارتباطات زیاد بود و تلاش برای نفوذ همیشه بیشتر است. با محبوبیت بیشتر این سرویس و رایج‌تر شدن فناوری در دسترس، انواع خطرات برای کاربران فناوری بی‌سیم افزایش یافته‌است. امروزه تعداد زیادی از خطرات امنیتی مرتبط با پروتکل‌های بی‌سیم و روش‌های رمزگذاری فعلی وجود دارد، زیرا بی دقتی و ناآگاهی در سطح IT کاربر و شرکت وجود دارد. روش‌های هک با استفاده از بی‌سیم بسیار پیچیده‌تر و مبتکرانه‌تر شده‌اند.

## حالت‌های دسترسی غیرمجاز
حالت‌های دسترسی غیرمجاز به پیوندها، توابع و داده‌ها به همان اندازه متغیر است که موجودیت‌های مربوط از کد برنامه استفاده می‌کنند. یک مدل دامنه کامل از چنین تهدیدی وجود ندارد. تا حدودی پیشگیری به روش‌ها و روش‌های شناخته شده حمله و روش‌های مربوط برای سرکوب روش‌های اعمال شده متکی است. با این حال، هر حالت جدید عملیات، گزینه‌های جدیدی برای تهدید ایجاد می‌کند. از این رو پیشگیری نیاز به یک حرکت مداوم برای بهبود دارد. حالت‌های حمله توصیف شده فقط یک عکس فوری از روش‌ها و سناریوهای معمولی است که در آن اعمال می‌شود.

### حمله دسترسی تصادفی
نقض محیط امنیتی یک شبکه می‌تواند از چند روش اتفاق بیفتد. یکی از این روش‌ها «دسترسی تصادفی» نامیده می‌شود. هنگامی که کاربری رایانه ای را روشن می‌کند ممکن است به یک شبکه بی‌سیم به صورت اتفاقی وصل شود. ممکن است آن فرد کارمند یک شرکت باشد که به صورت اتفاقی به شبکه شرکت دیگری وصل شده‌است. در حالی که همزمان از طریق کابل به شبکه سیمی شرکت خودشان وصل شده‌است. به همین دلیل یک ارتباط ناخواسته و نا امن بین دو شرکت ایجاد شده‌است.
ارتباط تصادفی موردی از آسیب‌پذیری بی‌سیم است که به آن «دسترسی اشتباه» می‌گویند. ارتباط نادرست می‌تواند تصادفی، عمدی (به عنوان مثال، برای دور زدن فایروال شرکت انجام شود).

### حمله دسترسی مخرب
«دسترسی مخرب» زمانی است که مهاجمان می‌توانند به‌طور فعال دستگاه‌های بی‌سیم را برای اتصال به شبکه شرکت از طریق لپ‌تاپ خود به جای نقطه دسترسی شبکه بیسیم (Access point) جا بزنند. این نوع به‌عنوان «اکسس پوینت‌های نرم‌افزاری» شناخته می‌شوند و زمانی ایجاد می‌شوند که یک مجرم سایبری نرم‌افزاری را اجرا می‌کند که کارت شبکه بی‌سیم او را شبیه یک نقطه دسترسی قانونی می‌کند. هنگامی که سارق خودش را به جای اکسس پوینت جا زد، می‌تواند رمزهای عبور را بدزدد، حملاتی را در شبکه سیمی انجام دهد یا تروجان‌ها را نصب کند. از آنجایی که شبکه‌های بی‌سیم در سطح لایه ۲ کار می‌کنند، حفاظت‌های لایه ۳ مانند احراز هویت شبکه و شبکه‌های خصوصی مجازی (VPN) هیچ تأثیری در امنیت ش ندارد. احراز هویت بی‌سیم 802.1X به امن‌سازی آن کمک می‌کند، اما همچنان در برابر هک آسیب‌پذیر هستند. ایده پشت این نوع حمله ممکن است نفوذ به شبکه خصوصی مجاری (VPN) یا سایر اقدامات امنیتی نباشد. به احتمال زیاد مجرم فقط در تلاش است تا دسترسی را در سطح لایه ۲ تحت کنترل خود درآورد.

### حمله دسترسی درشبکه‌های موردی
شبکه‌های موردی می‌توانند یک تهدید امنیتی باشند. شبکه‌های موردی به عنوان شبکه‌های [همتا به همتا] بین رایانه‌های بی‌سیم که نقطه دسترسی بین آنها وجود ندارد، تعریف می‌شوند. در حالی که این نوع شبکه‌ها معمولاً امنیت کمی دارند، می‌توان از روش‌های رمزگذاری برای تأمین امنیت استفاده کرد.
حفره امنیتی ارائه شده شبکه ادهاک مربوط به خود شبکه اد هاک نیست، بلکه پلی است که به شبکه‌های دیگر، معمولاً در محیط شرکت ایجاد می‌کند، و تنظیمات پیش فرض مایکروسافت ویندوز که بسیار آسیب‌پذیر است مگر اینکه به‌طور کامل این ویژگی در ویندوز غیرفعال شده باشد؛ بنابراین کاربر ممکن است حتی نداند که یک شبکه ادهاک ناامن در رایانه خود دارد. اگر همزمان از یک شبکه زیرساخت سیمی یا بی‌سیم نیز استفاده کند، از طریق اتصال موقت ناامن، پلی به شبکه سازمانی ایمن ارائه می‌کنند. پل زدن به دو صورت است. یک پل مستقیم، که به کاربر نیاز دارد که در واقع یک پل بین دو اتصال را پیکربندی کند و بنابراین بعید است که راه اندازی شود مگر اینکه به صراحت مورد نظر باشد، و یک پل غیرمستقیم که منابع مشترک روی رایانه کاربر است. پل غیرمستقیم ممکن است داده‌های خصوصی را که از رایانه کاربر به اشتراک گذاشته می‌شود، از طریق شبکه محلی، مانند پوشه‌های مشترک یا فضای ذخیره‌سازی متصل به شبکه خصوصی قرار دهد، که هیچ تمایزی بین ارتباطات تأیید شده یا خصوصی و شبکه‌های موردی غیررسمی ایجاد نمی‌کند. این هیچ تهدیدی را برای نقاط دسترسی باز/عمومی یا ناامن وای‌فای ناشناخته ارائه نمی‌کند، اما قوانین فایروال ممکن است در مورد سیستم‌عامل‌های پیکربندی ضعیف یا تنظیمات محلی دور زده شوند.

### حمله در شبکه‌های غیرمرسوم
شبکه‌های غیر مرسوم مانند دستگاه‌های بلوتوث شبکه شخصی از هک شدن در امان نیستند و باید به عنوان یک خطر امنیتی در نظر گرفته شوند. حتی دستگاه‌های بارکدخوان، رایانه‌های شخصی دستی، و چاپگرها و دستگاه‌های کپی بی‌سیم نیز باید ایمن باشند. پرسنل حوزه فناوری اطلاعات که تمرکز محدودی روی لپ‌تاپ‌ها و نقاط دسترسی داشته‌اند، می‌توانند به راحتی از این شبکه‌های غیر مرسوم چشم پوشی کنند.

### حمله سرقت هویت (جعل مک آدرس)
سرقت هویت (یا جعل مک آدرس) زمانی اتفاق می‌افتد که یک هکر بتواند به ترافیک شبکه گوش داده و آدرس مک یک رایانه با دسترسی‌های شبکه ای و امتیازات آن را شناسایی کند. اکثر سیستم‌های بی‌سیم با استفاده از سازوکار فیلتر کردن مک اجازه می‌دهند که فقط رایانه‌های مجاز با آدرس مک (MAC ID) خاص به شبکه دسترسی پیدا کرده و از آن استفاده کنند. با این حال، برنامه‌هایی وجود دارند که به رایانه اجازه می‌دهد وانمود کند هر آدرس مک را دارد که هکر می‌خواهد، و هکر می‌تواند به راحتی از آن مانع عبور کند.
فیلتر مک فقط برای شبکه‌های کوچک مسکونی (SOHO) مؤثر است، زیرا تنها زمانی که دستگاه بی‌سیم «خاموش» است، محافظت می‌کند. هر دستگاه ۸۰۲٫۱۱ روشن باشد و به صورت رمزگذاری نشده خود را در سرآیندهای ۸۰۲٫۱۱ خود منتقل می‌کند و برای شناسایی آن به تجهیزات یا نرم‌افزار خاصی نیاز ندارد. هر کسی که یک گیرنده ۸۰۲٫۱۱ (لپ تاپ و آداپتور بی‌سیم) و یک نرم‌افزار تحلیلگر شبکه بی‌سیم رایگان داشته باشد، می‌تواند آدرس مک هر فرستنده ۸۰۲٫۱۱ را در محدوده دریافت کند. در یک محیط سازمانی، که در آن اکثر دستگاه‌های بی‌سیم در طول شیفت کاری فعال روشن هستند، فیلتر مک تنها یک حس امنیت کاذب را ایجاد می‌کند، زیرا فقط از اتصالات اتفاقی یا ناخواسته به زیرساخت سازمانی جلوگیری می‌کند و هیچ کاری برای جلوگیری از حمله هدایت شده انجام نمی‌دهد.

### حمله مرد میانی
یک مهاجم مرد میانی، رایانه‌ها را به ورود به رایانه ای که به عنوان یک AP (نقطه دسترسی) نرم تنظیم شده‌است، ترغیب می‌کند. هنگامی که این کار انجام شد، هکر از طریق کارت بی‌سیم دیگری به یک نقطه دسترسی واقعی متصل می‌شود که جریان ثابتی از ترافیک را از طریق رایانه هک شفاف به شبکه واقعی ارائه می‌دهد. سپس هکر می‌تواند ترافیک را استشمام کند. یکی از انواع حملات مرد میانی برای اجرای یک «حمله احراز هویت» است که به نقص امنیتی پروتکل در دست‌دادن (handshake) اولیه برمیگردد. این حمله رایانه‌های متصل به اکسس پوینت را مجبور می‌کند تا اتصالات خود را قطع کرده و مجدداً با اکسس پوینت جعلی هکر وصل شوند (کاربر را از مودم قطع می‌کند و کاربر مجبور می‌شود دوباره رمز عبور را وارد کند، دوباره متصل شود). حملات مرد میانی توسط نرم‌افزارهایی مانند LANjack و AirJack اتوماتیک شده‌اند، به این معنی که آنچه زمانی نیاز به مهارت حرفه ای داشت، اکنون می‌تواند توسط افراد آماتور نیز انجام شود.

### حمله انکار سرویس
حمله انکار سرویس (DoS) زمانی اتفاق می‌افتد که مهاجم به‌طور مداوم یک AP (نقطه دسترسی) یا شبکه مورد نظر را با درخواست‌های جعلی، پیام‌های اتصال موفق زودرس، پیام‌های شکست و/یا دستورها دیگر بمباران کند. اینها باعث می‌شود که کاربران قانونی نتوانند وارد شبکه شوند و حتی ممکن است باعث از کار افتادن شبکه شوند. این حملات به سوء استفاده از پروتکل‌هایی مانند پروتکل تأیید اعتبار توسعه پذیر (EAP) متکی هستند.
حمله انکار سرویس به خودی خود کمک چندانی به افشای داده‌های سازمانی در معرض یک مهاجم مخرب نمی‌کند، زیرا قطع شدن شبکه، از جریان داده‌ها جلوگیری می‌کند و در واقع به‌طور غیرمستقیم از داده‌ها با جلوگیری از انتقال آنها محافظت می‌کند. دلیل معمول انجام یک حمله انکار سرویس مشاهده بازیابی شبکه بی‌سیم است که طی آن تمامی کدهای دست دادن اولیه توسط همه دستگاه‌ها مجدداً ارسال می‌شود و فرصتی را برای مهاجم مخرب فراهم می‌کند تا این کدها را ضبط کند و از ابزارهای مختلف کرک استفاده کند. برای تجزیه و تحلیل نقاط ضعف امنیتی و سوء استفاده از آنها برای دسترسی غیرمجاز به سیستم.

### حمله تزریق در شبکه
در یک حمله تزریق شبکه، یک هکر می‌تواند از نقاط دسترسی که در معرض ترافیک شبکه فیلتر نشده قرار دارند، استفاده کند، به ویژه ترافیک شبکه را پخش می‌کند مانند " "(802.1D)، اواس‌پی‌اف، آرآی‌پی پروتکل درخت پوشا و HSRP. هکر دستورها پیکربندی مجدد شبکه جعلی را تزریق می‌کند که روترها، سوئیچ‌ها و هاب‌های هوشمند را تحت تأثیر قرار می‌دهد. کل شبکه را می‌توان به این روش از بین برد و نیاز به راه اندازی مجدد یا حتی برنامه‌ریزی مجدد تمام دستگاه‌های شبکه هوشمند دارد.

### حمله کافه لاته
حمله کافه لاته (Caffe Latte) راه دیگری برای شکستن WEP است. لزومی ندارد که مهاجم با استفاده از این اکسپلویت در منطقه شبکه باشد. با استفاده از فرآیندی که پشته بی‌سیم ویندوز را هدف قرار می‌دهد، می‌توان کلید WEP را از یک کلاینت راه دور دریافت کرد. با ارسال سیل درخواست‌های رمزگذاری شده ARP، مهاجم از احراز هویت کلید مشترک و نقص‌های تغییر پیام در ۸۰۲٫۱۱ استفاده می‌کند. مهاجم از پاسخ‌های ARP برای بدست آوردن کلید WEP در کمتر از ۶ دقیقه استفاده می‌کند.

## مفاهیم پیشگیری از نفوذ بی‌سیم
سه راه اصلی برای ایمن‌سازی شبکه بی‌سیم وجود دارد.
- برای شبکه‌های بسته (مانند کاربران خانگی و سازمان‌ها) رایج‌ترین راه، پیکربندی محدودیت‌های دسترسی در نقاط دسترسی است. این محدودیت‌ها ممکن است شامل رمزگذاری و بررسی آدرس MAC باشد. برای تأمین امنیت LAN بی‌سیم در این مدل شبکه می‌توان از سیستم‌های پیشگیری از نفوذ بی‌سیم استفاده کرد.
- برای ارائه دهندگان تجاری، هات اسپات‌ها و سازمان‌های بزرگ، راه حل ترجیحی اغلب داشتن یک شبکه بی‌سیم باز و رمزگذاری نشده، اما کاملاً ایزوله است. کاربران در ابتدا به اینترنت یا منابع شبکه محلی دسترسی نخواهند داشت. ارائه دهندگان تجاری معمولاً تمام ترافیک وب را به یک پورتال محصور ارسال می‌کنند که پرداخت و/یا مجوز را فراهم می‌کند. راه حل دیگر این است که کاربران را ملزم به اتصال ایمن به یک شبکه ممتاز با استفاده از VPN کنید.
- امنیت شبکه‌های بی‌سیم کمتر از شبکه‌های سیمی است. در بسیاری از دفاتر مزاحمان می‌توانند به راحتی از کامپیوتر خود بازدید کرده و بدون مشکل به شبکه سیمی متصل شوند و به شبکه دسترسی پیدا کنند و همچنین اغلب این امکان وجود دارد که مزاحمان از راه دور از طریق درهای پشتی مانند بک اریفایس به شبکه دسترسی پیدا کنند. یک راه حل کلی ممکن است رمزگذاری سرتاسر، با احراز هویت مستقل در تمام منابعی باشد که نباید در دسترس عموم باشد.

هیچ سیستم طراحی شده آماده ای برای جلوگیری از استفاده تقلبی از ارتباطات بی‌سیم یا محافظت از داده‌ها و عملکردها با رایانه‌های دارای ارتباط بی‌سیم و سایر نهادها وجود ندارد. با این حال، سیستمی وجود دارد که اقدامات انجام شده را به عنوان یک کل مطابق با درک مشترکی که باید به عنوان آخرین هنر تلقی شود، تعیین می‌کند. سیستم صلاحیت یک اجماع بین‌المللی است که در ISO/IEC 15408 مشخص شده‌است.

### سیستم جلوگیری از نفوذ بی‌سیم
سیستم پیشگیری از نفوذ بی‌سیم (WIPS) مفهومی برای قوی‌ترین راه برای مقابله با خطرات امنیتی بی‌سیم است. با این حال WIPS به عنوان یک راه حل آماده به عنوان یک بسته نرم‌افزاری وجود ندارد. یک WIPS معمولاً به‌عنوان یک پوشش روی یک زیرساخت شبکه بی‌سیم موجود پیاده‌سازی می‌شود، اگرچه ممکن است به‌طور مستقل برای اعمال سیاست‌های شبکه بی‌سیم در یک سازمان مستقر شود. WIPS آنقدر برای امنیت بی‌سیم مهم تلقی می‌شود که در ژوئیه ۲۰۰۹، شورای استانداردهای امنیتی صنعت کارت پرداخت دستورالعمل‌های بی‌سیم برای استاندارد امنیت داده صنعت پرداخت کارت منتشر کرد که استفاده از WIPS را برای خودکارسازی اسکن بی‌سیم و حفاظت برای سازمان‌های بزرگ توصیه می‌کرد.

## تمهیدات امنیتی
طیف وسیعی از اقدامات امنیتی بی‌سیم، با اثربخشی و عملی متفاوت وجود دارد.

### پنهان کردن SSID
یک روش ساده اما ناکارآمد برای تلاش برای ایمن کردن یک شبکه بی‌سیم، مخفی کردن SSID (شناسه مجموعه خدمات) است. این محافظت بسیار کمی در برابر هر چیزی به جز گاه به گاه‌ترین تلاش‌های نفوذ فراهم می‌کند.

### فیلتر مک آدرس
یکی از ساده‌ترین تکنیک‌ها این است که فقط اجازه دسترسی از آدرس‌های MAC شناخته شده و از پیش تأیید شده را بدهید. اکثر نقاط دسترسی بی‌سیم حاوی نوعی فیلتر MAC ID هستند. با این حال، یک مهاجم به سادگی می‌تواند آدرس MAC یک کلاینت مجاز را شناسایی کرده و این آدرس را جعل کند.

### آدرس دهی آی‌پی استاتیک
نقاط دسترسی بی‌سیم معمولی آدرس‌های IP را از طریق DHCP به مشتریان ارائه می‌دهند. الزام مشتریان به تنظیم آدرس‌های خود، ورود یک مزاحم معمولی یا ساده به شبکه را دشوارتر می‌کند، اما محافظت کمی در برابر یک مهاجم پیچیده ارائه می‌دهد.

### امنیت ۸۰۲٫۱۱
IEEE 802.1X سازوکارهای احراز هویت استاندارد IEEE برای دستگاه‌هایی است که مایل به اتصال به شبکه بی‌سیم هستند.